# Caius Calvisius Sabinus (consul en -39)
Pour les articles homonymes, voir Sabinus.
Caius Calvisius Sabinus est un sénateur romain du Ier siècle av. J.-C. Il est consul de la République romaine en 39 av. J.-C. sous le second triumvirat.
Lui et Lucius Marcius Censorinus, qui sera son collègue consul, sont les deux seuls sénateurs qui essaient de défendre Jules César quand ses assassins le poignardent le 15 mars 44 av. J.-C.,, et leur consulat sous le triumvirat est considéré comme une reconnaissance de leur loyauté. Une inscription, décrite par Ronald Syme comme « l'une des plus remarquables inscriptions jamais mises en place en l'honneur d'un sénateur romain », loue Calvisius pour sa pietas, son sens du devoir et sa dévotion,,. Comme officier de l’armée romaine, ses compétences militaires sont reconnues et sa carrière militaire est remarquable pour sa durée, bien qu'il soit loin d'être invaincu.

## Biographie

### Famille, origines et affiliations
Caius Calvisius Sabinus est le seul membre de la gens Calvisia énuméré dans l'ouvrage Magistrates of the Roman Republic, de T.R.S. Broughton, comme étant un magistrat sous la République.
Il est l'un des novi homines qui obtient non seulement le consulat mais est honoré des honneurs triomphaux pendant les années 30 av. J.-C.. Il est le premier consul dont le nomen gentilicium est non-latin terminant par « -isius ».
Le cognomen ethnique « Sabinus » est accolé avec le nomen « Calvisius » pour la première en son nom, et les inscriptions pointent vers une origine probable de la colonie latine de Spoletium. Il appartient à la tribu Horatia,,.
Il se peut qu'il soit le « Sabinus » nommé dans le Catalepton,, un recueil de poèmes courts, dont certains semblent être d'authentiques œuvres de jeunesse de Virgile (70-19 av. J.-C.).

### Officier de César

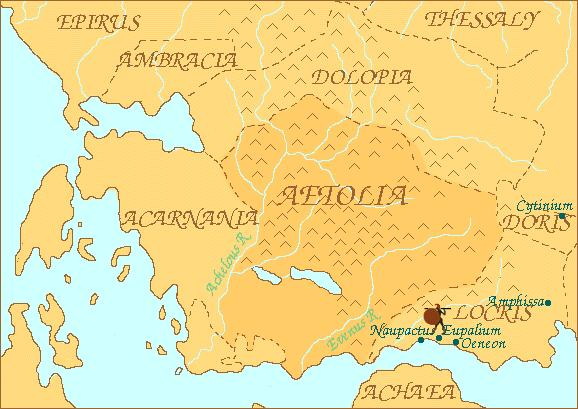
Calvisius prend possession de l'Étolie pour la faction césarienne en 48 av. J.-C.

Pendant la guerre civile entre César et Pompée, Calvisius Sabinus est un lieutenant de Jules César.
En 48 av. J.-C., César reçoit des envoyés d'Étolie et de Thessalie. En réponse, il envoie Calvisius en Étolie et Lucius Cassius Longinus en Thessalie. Calvisius commande alors cinq cohortes et un petit nombre de cavaliers, provenant de la légion en garnison à Oricum. Cassius et Calvisius sont tous deux chargés de maintenir l'approvisionnement de l'armée césarienne. Les Étoliens accueillent bien Calvisius, et il est en mesure de capturer les cités de Calydon et de Naupacte aux adversaires de César et ainsi de s'emparer de la région.
Cette référence de César à Calvisius est sa première apparition dans les sources historiques, Appien le confondant probablement avec Cnaeus Domitius Calvinus quand il dit qu'il est sévèrement battu par Metellus Scipion,.

### Préture et gouvernorat d'Afrique
Calvisius est préteur, peut-être en 46 av. J.-C. mais plus probablement en 44 av. J.-C.. En 45 av. J.-C., il est gouverneur de la province d'Africa Vetus.
La province romaine est formée par le territoire autour de Carthage après la troisième guerre punique. Caius Sallustius Crispus, dit « Salluste », est alors le premier gouverneur de l'Africa Nova, une province créée par César à partir de l'ancien royaume de Numidie. L'année précédente, les forces « républicaines », qui se sont ralliées en Afrique après la bataille de Pharsale en 48 av. J.-C., sont à nouveau vaincues lors de la bataille de Thapsus début 46 av. J.-C.
Calvisius est de retour à Rome quelque temps avant le 15 mars 44 av. J.-C., et il est présent au Sénat lors de l'assassinat de Jules César. Lui et Lucius Marcius Censorinus sont les deux seuls sénateurs qui essaient de défendre César,,.
Il a laissé deux légats à Utique qui peuvent avoir causé des problèmes à son successeur, Quintus Cornificius.
Le 28 novembre 44 av. J.-C., Marc Antoine convoque une réunion du Sénat afin de réaffecter plusieurs provinces, incluant l’Africa Vetus, à assigner pour l'année suivante. Cicéron liste Calvisius parmi les quatorze qui reçoivent une province,, mais malgré les efforts d'Antoine, Cornificius refuse de céder l'Africa Vetus,. La réaffectation des provinces d'Antoine est annulée le 20 décembre, à la veille de la guerre civile de Modène,.
Dans une lettre à Quintus Cornificius datée de mars 43 av. J.-C., Cicéron lie péjorativement Calvisius à Titus Statilius Taurus, futur consul en 37 et 26 av. J.-C. et gouverneur d'Afrique en 36 av. J.-C., les appelant conjointement « le Minotaure » en jouant sur leur dernier cognomen. Il est parfois supposé que Taurus est nommé pour servir de légat sous Calvisius en Afrique, mais les raisons de caractériser les deux comme « un monstre double et fabuleux » ne sont pas claires dans le contexte, en dehors des efforts connus de Cicéron d'attaquer Calvisius pour favoriser son ami Cornificius,.

### Consulat
En l'an 39 av. J.-C., sous le second triumvirat d'Octavien, Marc Antoine et Lépide, il devient consul avec Lucius Marcius Censorinus. Cette obtention du consulat est considérée par les historiens modernes comme une reconnaissance de leur loyauté.
Comme consuls, Calvisius et Censorinus proposent que le Sénat accède aux doléances des représentants d'Aphrodisias, qui a bénéficié du patronage de Jules César mais a ensuite enduré les exactions de Marcus Junius Brutus, Marc Antoine et une invasion de Titus Labienus. Le Sénat adopte ensuite un décret accordant l'indépendance à la cité et divers avantages.

### Commandant de la flotte d'Octavien et promagistrat en Italie

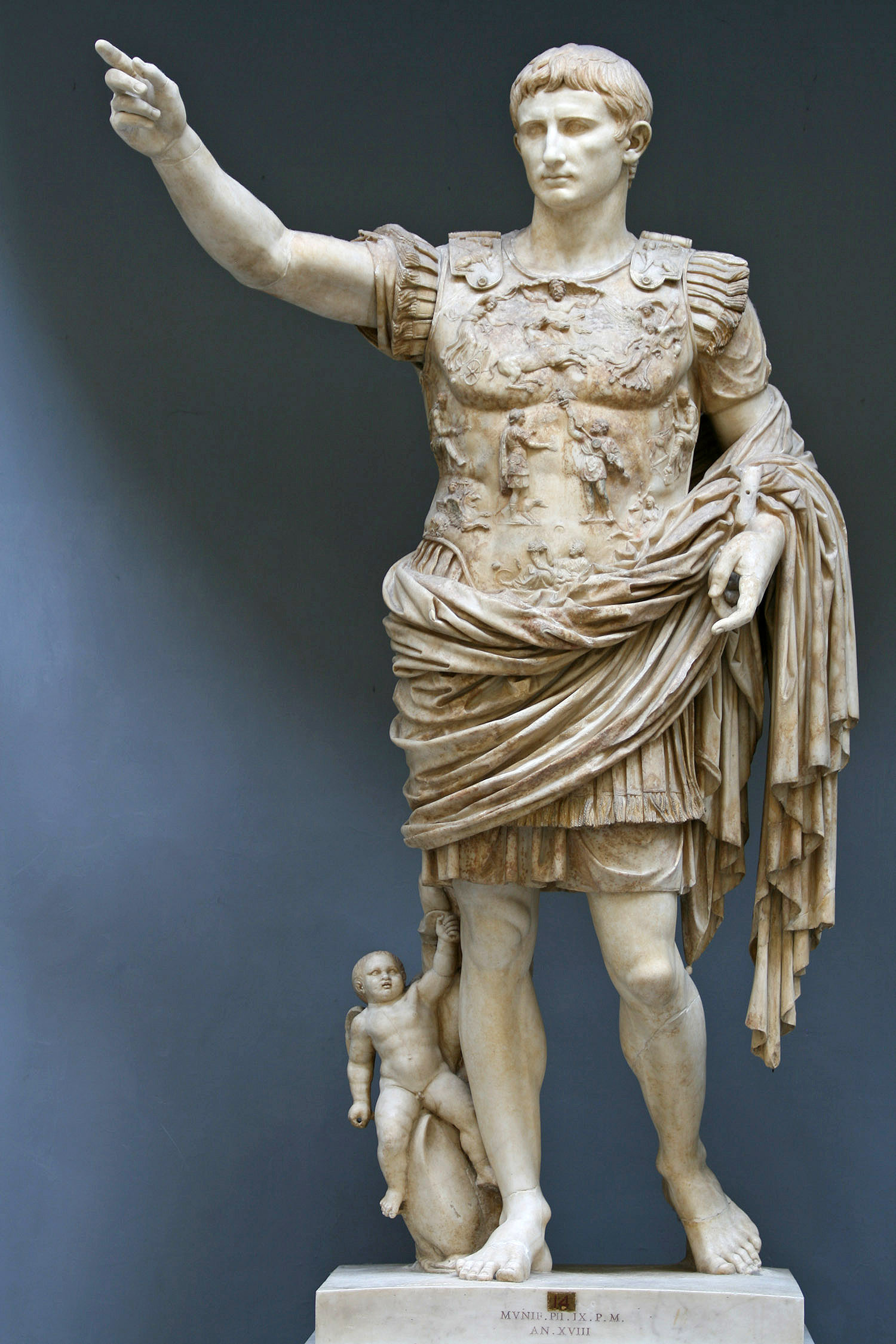
Statue d'Auguste dite de Prima Porta,, Musée Chiaramonti, Vatican, Rome.

Au cours de la guerre sicilienne entre Sextus Pompée et Octavien, Calvisius commande une flotte qu'il a amené d'Étrurie en 38 av. J.-C. pour rejoindre Octavien au détroit de Sicile. L'autre commandant de la flotte octavienne est Lucius Cornificius. Près de Cumes, Calvisius combat une part de la flotte pompéienne commandée par Menecrates. Ainsi retardé, il ne rejoint Octavien qu'après la fin de la bataille navale décisive à Messine. Une tempête a désagrégé les deux flottes, détruisant le vaisseau d'Octavien, la victoire revenant à Sextus Pompée,,. Des manifestations contre Octavien et la guerre éclatent à Rome en conséquence de la défaite.
En 37 av. J.-C., Calvisius est tenu responsable et remplacé quand son subordonné Menas fait défection et rejoint Sextus Pompée avec une demi-douzaine de navires,. Menas est un habitué des changements de camp, ayant été avec Sextus Pompée jusqu'en 38 av. J.-C., puis donc de nouveau en 37 av. J.-C., Sextus le surveille alors de près et Menas, mécontent d'être traité avec suspicion, change encore une fois de camp et retourne vers Octavien dès 36 av. J.-C..
Après qu'Agrippa ait défait Sextus Pompée, Calvisius est nommé par Octavien promagistrat du maintien et du rétablissement de l'ordre en Italie en 36/35 av. J.-C..
La loyauté de Calvisius est établie fermement pour le camp d'Octavien lors de la dernière Guerre civile de la République romaine. Plutarque dit que Calvisius a forgé beaucoup d'accusations extravagantes contre Antoine sur la manière dont il s'est incliné devant la reine Cléopâtre VII, mais on le soupçonne déjà de tout inventer.

### Charges religieuses, proconsulat et triomphe
En 31 av. J.-C., il est un des septemviri epulones et détient le poste de curio maximus (en), dont le devoir est de collecter les contributions religieuses pour les curiae. Calvisius est proconsul en Hispanie à partir de 31 av. J.-C..
Une inscription en Hispanie précise qu'un « Calvisius Sabinus », flamine de Rome et du Divin Auguste, donne du grain à la population de Clunia lorsque les prix du marché ont atteint des niveaux inabordables. Bien que ce bienfaiteur puisse être un homme de la région qui s'est vu accorder la citoyenneté romaine par le proconsul, et donc portant son nom,, il se peut que le bienfaiteur soit le proconsul lui-même.
En Hispanie, dans le cadre du début des guerres cantabres, il combat les Cantabres et les Astures. Calvisius retourne à Rome en 28 av. J.-C. et célèbre le 26 mai un triomphe, un des trois accordé sur les provinces triumvirales d'Octavien en l'an 28,.
Il est peut-être un des consuls suffects de l'an 25 av. J.-C., et on ignore tout de sa carrière politique à partir de là.

### Descendance
Son fils et son petit-fils, qui tous deux portent le même nom, sont consuls, le premier en 4 av. J.-C. sous Auguste, à l'égard de son père qui a démontré une fidélité constante.
Le petit-fils (en) obtient la magistrature sous Tibère en l'an 26 apr. J.-C. et continue sa carrière politique comme gouverneur de Pannonie sous Caligula, mais maintenir sa loyauté devient une question difficile. En 39 apr. J.-C., lui et sa femme, une Cornelia, sont accusés de conspiration contre l'empereur et se suicident avant le procès joué d'avance,,,.